# Habib Nasib Nader
Habib Nasib Nader (Londra, 1979) è un attore britannico.

## Biografia
Nato a Londra in una famiglia di immigrati ghanesi, Habib Nasib Nader ha studiato recitazione alla London Academy of Music and Dramatic Art, laureandosi nel 2003. Dopo la fine degli studi ha fatto il suo esordio sul grande schermo nel 2004 recitando accanto a Johnny Depp in The Libertine, a cui sono seguiti alcuni altri film, tra cui Revolver e La bussola d'oro. In campo televisivo è noto soprattutto per aver interpretato il ruolo ricorrente di Gregory nella serie della BBC Little Britain. Attivo anche in campo teatrale, ha fatto il suo debutto sulle scene del West End nel 2021 interpretando Richard Parker in una riduzione teatrale di Vita di Pi; per la sua interpretazione nel ruolo della tigre del Bengala ha vinto il Laurence Olivier Award al miglior attore non protagonista.

## Filmografia (parziale)

### Cinema
- The Libertine, regia di Laurence Dunmore (2004)
- Revolver, regia di Guy Ritchie (2005)
- La bussola d'oro (The Golden Compass), regia di Chris Weitz (2007)

### Televisione
- Little Britain - serie TV, 7 episodi (2003-2005)
- Amanti (Mistresses) - serie TV, 1x4 (2008)
- Beehive - serie TV, 5 episodi (2008)
- Law & Order: UK - serie TV, 8x1 (2014)
- Cuckoo - serie TV, 5x1 (2019)